# Martin Beck (filmatiseringar)
Martin Beck-filmerna är en samling filmer baserade på Sjöwall Wahlöös rollfigur Martin Beck.
Sedan 1967 har böckerna med Martin Beck filmatiserats såväl i Sverige som utomlands, och titelfiguren har spelats av Keve Hjelm, Carl-Gustaf Lindstedt, Gösta Ekman, Walter Matthau (vars tolkning av figuren är en amerikansk polis vid namn Jake Martin), Romualds Ancāns, Derek Jacobi och Jan Decleir. Sedan 1997 spelar Peter Haber rollen i en serie betydligt friare nytolkningar.

## Filmer baserade på böckerna
Genom åren har det producerats flera filmer om Martin Beck baserade på Sjöwall Wahlöös böcker. Flera olika skådespelare, så väl svenska som internationella, har gestaltat Beck och hans kollegor.

### Fristående svenska filmer
| Titel | Regissör      | Manus         | Premiär         | Baserad på                              |
| --- | ------------- | ------------- | --------------- | --------------------------------------- |
| Roseanna | Hans Abramson | Hans Abramson | 14 augusti 1967 | Roseanna (1)                            |
| En död kvinna hittas i Göta kanal. Ingen vet vem hon är. Rikspolisen och Martin Beck (Keve Hjelm) tillkallas. Först efter flera månader får de veta att amerikanskan Roseanna McGraw försvunnit i Sverige. Martin Beck och hans team kan nu rekonstruera Roseannas sista resa med kanalbåten Diana.                                                    |               |               |                 |                                         |
| Mannen på taket | Bo Widerberg  | Bo Widerberg  | 1 oktober 1976  | Den vedervärdige mannen från Säffle (7) |
| Kommissarie Beck (Carl-Gustaf Lindstedt) och hans assistent Rönn får hand om ett mord som begåtts på Sabbatsbergs sjukhus i Stockholm. Den mördade visar sig vara polis och utredningen som följer visar också att offret var en synnerligen otrevlig person. Genom kårandan inom polisen har han flera gånger räddats från prickningar för övergrepp. |               |               |                 |                                         |

### Fristående utländska produktioner
| Titel | Regissör         | Manus              | Premiär          | Baserad på                    |
| --- | ---------------- | ------------------ | ---------------- | ----------------------------- |
| The Laughing Policeman | Stuart Rosenberg | Thomas Rickman     | 20 december 1973 | Den skrattande polisen (4)    |
| Jake Martin (Walter Matthau) utreder ett fall i San Francisco där en man skjuter ihjäl samtliga passagerare på en buss, varav en är en civilklädd polis. |                  |                    |                  |                               |
| Nezakontjennyj uzjin | Janis Streics    | Alvis Lapins       | 27 mars 1980     | Polis, polis, potatismos! (6) |
| Sovjetisk filmatisering av Polis, polis, potatismos!, med den lettiske skådespelaren Romualds Ancans som Beck. |                  |                    |                  |                               |
| Der Mann, der sich in Luft auflöste | Péter Bacsó      | Wolfgang Mühlbauer | 25 december 1980 | Mannen som gick upp i rök (2) |
| Martin Becks (Derek Jacobi) semester blir förkortad när den svenske journalisten Alf Matsson plötsligt försvinner, vilket får hans förläggare att avslöja information som skulle vara generande för svenska regeringen. Eftersom Matson senast sågs i Ungern åker Beck dit. Den ungerska polisen förnekar att det är något konstigt med Matsons försvinnande, men samtidigt skuggar de Beck. |                  |                    |                  |                               |
| Beck - De gesloten kamer | Jacob Bijl       | Jacob Bijl         | 2 september 1993 | Det slutna rummet (8)         |
| En man som hittats skjuten i ett rum där både dörrar och fönster låsts inifrån. Polisen utgår från att det handlar om ett självmord, men inget vapen hittas. Martin Beck (Jan Decleir) får ta över utredningen. |                  |                    |                  |                               |

### Historien om ett brott
I maj månad 1992, i samband med filmfestivalen i Cannes presenterades ett projekt som beskrevs som det dittills största i Sverige. Genom ett samarbete mellan Svensk filmindustri, SVT Drama, Nordisk film & TV-fond samt danska Viktoriafilm och tyska samarbetspartners skulle sju av de tio Sjöwall Wahlöö-böckerna om Martin Beck filmatiseras med start samma sommar. Under 1992-1993 producerades sex filmer (Mannen som gick upp i rök blev aldrig filmatiserad), samtliga med undertiteln Historien om ett brott. Filmerna var baserade på böckerna, men i större och mindre utsträckning. Martin Beck gestaltas av Gösta Ekman, med Kjell Bergqvist som Lennart Kollberg, Rolf Lassgård som Gunvald Larsson, Niklas Hjulström som Benny Skacke, och Bernt Ström som Einar Rönn. Andra återkommande skådespelare inkluderar Torgny Anderberg som Evald Hammar, Jonas Falk som Stig-Åke Malm, Per-Gunnar Hylén som Karl Kristiansson, Birger Österberg som Kurt Kvant, Lena Nilsson som Åsa Thorell, Ingvar Andersson som Per Månsson, Tova Magnusson-Norling som Becks dotter Putte (motsvarande böckernas Ingrid), Anita Ekström som Becks hustru Inga, Ing-Marie Carlsson som Kollbergs hustru Gun, samt Agneta Ekmanner som Greta Hjelm, en kriminaltekniker som ersätter böckernas Oskar Hjelm. Maj Sjöwall medverkar i cameoroller i var och en av de sex filmerna, och i Polismördaren syns Mikael Persbrandt i en biroll som polis.
Filmerna är en svensk-tysk samproduktion och spelades in parallellt på tio månader (juli-december 1992, mars-juni 1993) med fyra alternerande regissörer. Eftersom Beck-böckerna var storsäljare i Tyskland var tyska filmskapare och filmbolag intresserade av att göra egna filmatiseringar av böckerna med tyska manusförfattare och skådespelare, något som Maj Sjöwall satte stopp för. Istället blev det svenska skådespelare i huvudrollerna och filmerna spelades in i Sverige, dock fick några tyska skådespelare medverka i produktionen (som senare dubbades över av svenska skådespelare) då tyska filmbolag redan engagerat sig i den.
Gösta Ekman fick beröm för gestaltning av Martin Beck, bland annat av journalisten Johan Croneman och Maj Sjöwall själv.
Samtliga filmer debuterade inom ett år mellan den 2 juli 1993 och den 1 juli 1994. Tre av filmerna - Brandbilen som försvann, Mannen på balkongen, och Stockholm Marathon - hade premiär på bio, medan de tre övriga - Roseanna, Polismördaren, och Polis polis potatismos - först släpptes på video. Sveriges Television visade de tre videofilmerna i februari och april 1994, och de tre biofilmerna med start 1996. Mannen på balkongen tilldelades en Guldbagge för bästa manus och var även nominerad till bästa regi (Daniel Alfredson), bästa film (Hans Lönnerheden & Daniel Alfredson) och bästa foto (Peter Mokrosinski).
| Titel | Regissör         | Manus                            | Premiär                                     | Baserad på                    |
| --- | ---------------- | -------------------------------- | ------------------------------------------- | ----------------------------- |
| "Brandbilen som försvann" | Hajo Gies        | Rainier Berg & Beate Langmaack   | 2 juli 1993 (bio)                           | Brandbilen som försvann (5)   |
| Ett rutinuppdrag för polisen slutar i kaos när ett hyreshus plötsligt exploderar. Först ser det ut som ett spektakulärt självmord, men under den tekniska undersökningen gör polisen oväntade upptäckter. Snart är kommissarie Beck och hans män ett internationellt narkotikasyndikat på spåren. |                  |                                  |                                             |                               |
| "Roseanna" | Daniel Alfredson | Jonas Cornell                    | 6 oktober 1993 (video) 4 februari 1994 (tv) | Roseanna (1)                  |
| En kvinna hittas död i Göta Kanal. Ingen kan identifiera liket. Ingen har anmälts saknad. Motalas lokala polis tillkallar Rikspolisen och Martin Beck kommer ner för en undersökning. Även Interpol kopplas in. Åtskilliga månader senare anmäls amerikanskan Roseanna McGraw som saknad. Med hjälp av fotografier och filmer från resan med kanalbåten Diana kan Beck rekonstruera Roseannas sista dagar. |                  |                                  |                                             |                               |
| "Polis polis potatismos" | Per Berglund     | Jonas Cornell & Per Berglund     | 6 oktober 1993 (video) 29 april 1994 (tv)   | Polis, polis, potatismos! (6) |
| En känd industriman mördas till synes utan anledning på Hotel Savoy i Malmö. Utredningen är komplicerad och man tillkallar Martin Beck från Stockholm. Hittills okända sidor av den mördades affärer leder misstankarna mot personer som är inblandade i illegala vapenaffärer. När mördaren äntligen hittas är frågan om det är rätt man som får ta straffet.                                             |                  |                                  |                                             |                               |
| "Mannen på balkongen" | Daniel Alfredson | Jonas Cornell & Daniel Alfredson | 26 november 1993 (bio)                      | Mannen på balkongen (3)       |
| En seriemördare håller Stockholm i ett järngrepp. Småflickor attackeras och mördas brutalt. Ett rån i en park visar sig vara en viktig pusselbit i att finna mördaren. När och var skall mördaren slå till nästa gång? Kommissarie Martin Becks enda vittne är en rånare på fri fot. |                  |                                  |                                             |                               |
| "Polismördaren" | Peter Keglevic   | Rainier Berg & Beate Langmaack   | 12 januari 1994 (video) 1 april 1994 (tv)   | Polismördaren (9)             |
| En kvinna mördas på ett öde nöjesfält. Hennes granne är en tidigare dömd mördare. Fallet verkar solklart men Martin Beck och hans kollegor tycker att det verkar lite för enkelt. Ett skottdrama resulterar i att en polis dör. Martin Beck börjar ana ett samband. |                  |                                  |                                             |                               |
| "Stockholm Marathon" | Peter Keglevic   | Rainier Berg & Beate Langmaack   | 1 juli 1994 (bio)                           | Terroristerna (10)            |
| Martin Beck och hans kollegor kopplas in på fallet och så småningom leder spåren till en händelse tio år tidigare. Plötsligt vet Beck och hans mannar vem mördaren är, varför han dödat - och att han kommer att slå till igen. Mitt under Stockholm Marathon. |                  |                                  |                                             |                               |

### Ej utkomna filmer
Utöver de böcker om Martin Beck, som utkommit på film, finns ytterligare en bok, som aldrig filmats. Den utkom 1989 på danska och skrevs av Maj Sjöwall och Bjarne Nielsen. Denna bok heter Dansk Intermezzo och ingår inte i serien Roman om ett brott. Boken kom endast ut i 300 exemplar på Pinkertons förlag.

## Filmserien med Peter Haber
Filmerna består till stor del av nytt persongalleri, men en handfull rollfigurer är hämtade från Sjöwall Wahlöös böcker - främst märks Martin Beck själv, som medverkar i samtliga filmer och spelas av Peter Haber och kollegan Gunvald Larsson, som spelas av Mikael Persbrandt och medverkar till och med första hälften av säsong 5. Härutöver medverkar Benny Skacke (Figge Norling) i de två första filmerna, och även Martin Becks dotter Inger (Rebecka Hemse), som  motsvarar böckernas Ingrid, vilken figurerar i flertalet filmer. Martin Becks ex-fru, som heter Inga i böckerna, har en mindre roll i den första av filmerna - här heter hon Kerstin, och gestaltas av Bergljót Arnadóttir. Lennart Kollberg är inte med i denna version, men i den första filmen omnämns han av Martin Beck och Gunvald Larsson som en tidigare kollega. Böckernas övriga figurer förekommer inte alls. Enligt Gösta Ekman-biografin "Farbrorn som inte vill va' stor" var Ekman ursprungligen tilltänkt för rollen som Beck, som han tidigare gestaltat i de sex filmerna från 1993-1994, men då produktionsarbetet drog ut på tiden valde han att hoppa av.
Nya betydande rollfigurer inkluderar flera medarbetare till Beck: kriminalpoliserna Lena Klingström (Stina Rautelin), Jens Loftegård (Fredrik Ultvedt), Sara Beijer (Sophie Tolstoy), Alice Levander (Malin Birgerson), Josef Hillman (Hanns Zischler, dubbad till svenska av Fredrik Ohlsson), Ayda Çetin (Elmira Arikan), Gunvalds ersättare Steinar Hovland (Kristofer Hivju), och Alexandra Beijer (Jennie Silfverhjelm); polisspanarna John Banck (Michael Nyqvist), Yvonne Jäder (Anna Ulrika Ericsson), duon Robban och Nick (Jimmy Endeley och Mårten Klingberg), Oskar Bergman (Måns Nathanaelson), Bodil Lettermark (Ing-Marie Carlsson, som tidigare spelade Kollbergs fru Gun i filmerna med Gösta Ekman som Beck), och Jenny Bodén (Anna Asp); polischeferna Joakim Wersén (Per Morberg), Margareta Oberg (Marie Göranzon), och Klas Fredén (Jonas Karlsson); samt rättsläkarna Oljelund (Peter Hüttner), Gunilla Urst (Anu Sinisalo) och Andrea Bergström (Åsa Karlin).
Den ende rollfigur som, jämte Martin Beck själv, medverkar i samtliga filmer är dock grannen Valdemar, som gärna vill bjuda på ”en stänkare" och stå och snacka på balkongen. Grannen spelas av Ingvar Hirdwall, som tidigare gestaltat titelpersonen i Mannen på taket, och balkongen på vilken Beck och grannen umgås tillhör en våningslägenhet vid Bergsunds strand i Hornstull i Stockholm.

### Säsong 1 (1997–1998)
I rollerna:
- Martin Beck - Peter Haber
- Gunvald Larsson - Mikael Persbrandt
- Benny Skacke - Figge Norling (enbart i Lockpojken och Mannen med ikonerna)
- Lena Klingström - Stina Rautelin
- Joakim Wersén - Per Morberg
- Jens Loftegård - Fredrik Ultvedt
- John Banck - Michael Nyqvist (ej i Monstret)
- Yvonne Jäder - Anna Ulrika Ericsson (ej i Spår i mörker, Monstret och The Money Man)
- Oljelund - Peter Hüttner (ej i Spår i mörker)
- Grannen - Ingvar Hirdwall
- Inger Beck - Rebecka Hemse
- Återkommande mindre rollfigurer inkluderar kyparen Mats (Bo Höglund), servitör på Becks stamrestaurang; åklagare Lindgren (Mia Benson); gangstern Lennart Gavling (Lennart Hjulström); Ingers pojkvän Peter (Lasse Lindroth); samt Hasse Larsson (Jan von Melen).

Många av inomhusscenerna under första säsongen är inspelade på kvinnoavdelningen i Långbro sjukhus. 
| Nr i serien | Nr i säsongen | Titel                 | Regissör       | Manus         | Premiär                                |
| --- | ------------- | --------------------- | -------------- | ------------- | -------------------------------------- |
| 01 | 101           | "Lockpojken"          | Pelle Seth     | Rolf Börjlind | bio 27 juni 1997, VHS oktober 1997     |
| En dag råkar en person, som jobbar på förbränningsanläggningen i Stockholm, till sin fasa hitta en kropp på väg in i ugnen bland soporna. Martin Beck får ta hand om det svåra fallet. Han utgår från att ett mycket brutalt mord har begåtts, men han vet inte när, var, eller hur. Hans enda spår är en kodad adress på Internet, från en man som kommer att mörda igen. |               |                       |                |               |                                        |
| 02 | 102           | "Mannen med ikonerna" | Pelle Seth     | Rolf Börjlind | VHS december 1997                      |
| En rysk småkriminell underhuggare fastnar genom egna misstag i en stor brottslig härva. De som tagit honom i sitt grepp, känner till allt om hans förflutna. En ganska eländig bakgrund som kantas av hustrumord, gravplundring och smuggling. |               |                       |                |               |                                        |
| 03 | 103           | "Vita nätter"         | Kjell Sundvall | Rolf Börjlind | VHS januari 1998                       |
| Vita nätter är ett annat namn för 2-3 dygns långa ravepartyn där alla dansar i amfetamin eller ecstasyrus nätterna igenom. Drogerna smugglas in i landet, gömda bland medicinutrustning adresserad till ett svenskt sjukhus med långtradare från Östeuropa. Beck blir inblandad men inte bara av polisiära orsaker.                                                        |               |                       |                |               |                                        |
| 04 | 104           | "Öga för öga"         | Kjell Sundvall | Rolf Börjlind | VHS mars 1998                          |
| En rad mord upptäcks runt om i landet, till synes helt utan samband, men alla med samma nämnare: alla offren har fått ögonen utskurna efter de blivit dödade. |               |                       |                |               |                                        |
| 05 | 105           | "Pensionat Pärlan"    | Kjell Sundvall | Rolf Börjlind | VHS april 1998                         |
| När priset för ett pass och en biljett till drömlandet Sverige, är att smuggla in en liten flaska flytande metall fasttejpad på din kropp, kan konsekvenserna bli mycket tragiska. |               |                       |                |               |                                        |
| 06 | 106           | "Monstret"            | Harald Hamrell | Rolf Börjlind | VHS maj 1998                           |
| Bombhot på en polisstation i Stockholm. Bombgruppens robot skjuter sönder portföljen med bomben. Portföljen innehåller ett spädbarn. Chockad av grymheten, försöker Becks grupp hålla det hela hemligt. Men mördaren har andra planer. Inom kort får hela landets dagstidningar ett e-mail, där allt kommer fram om det sönderskjutna barnet.                              |               |                       |                |               |                                        |
| 07 | 107           | "The Money Man"       | Harald Hamrell | Rolf Börjlind | VHS 3 juni 1998                        |
| En homosexuell polis har i åratal försett gangstern Gavling med uppgifter från rikspolisens arkiv. När han inte längre vill medverka till att lämna ut information, blir han mördad. |               |                       |                |               |                                        |
| 08 | 108           | "Spår i mörker"       | Morten Arnfred | Rolf Börjlind | bio 31 oktober 1997, VHS februari 1998 |
| Bestialiska mord begås på slumpvis utvalda passagerare i Stockholms tunnelbana. |               |                       |                |               |                                        |

### Säsong 2 (2001–2002)
I rollerna:
- Martin Beck - Peter Haber
- Gunvald Larsson - Mikael Persbrandt
- Sara Beijer - Sophie Tolstoy (enbart i Hämndens pris)
- Alice Levander - Malin Birgerson (ej i Hämndens pris)
- Margareta Oberg - Marie Göranzon
- Joakim Wersén - Per Morberg (enbart i Hämndens pris)
- Josef Hillman - Hanns Zischler (ej i Hämndens pris, dubbad av Fredrik Ohlsson)
- Robban - Jimmy Endeley
- Nick - Mårten Klingberg
- Oljelund - Peter Hüttner
- Grannen - Ingvar Hirdwall
- Inger Beck - Rebecka Hemse
- Återkommande mindre rollfigurer inkluderar kyparen Mats (Bo Höglund), servitör på Becks stamrestaurang.

| Nr i serien | Nr i säsongen | Titel                 | Regissör             | Manus                          | Premiär                              |
| --- | ------------- | --------------------- | -------------------- | ------------------------------ | ------------------------------------ |
| 09 | 201           | "Hämndens pris"       | Kjell Sundvall       | Rolf Börjlind & Cilla Börjlind | bio 27 juni 2001, DVD 2 oktober 2001 |
| Tre män rånar ett regemente på avancerade sprängämnen. De blir samma kväll vid en punktering igenkända av ett par patrullerande poliser. Poliserna mördas och nu måste Beck och hans kollegor göra allt för att få fast förövarna innan sprängningen skall ske och innan fler människor mördas. För Gunvald Larsson innebär morden en personlig kris, eftersom han var gammal vän till ett av offren. |               |                       |                      |                                |                                      |
| 10 | 202           | "Mannen utan ansikte" | Harald Hamrell       | Rolf Börjlind & Cilla Börjlind | DVD 7 november 2001                  |
| En hundägare blir brutalt mördad när han tar en kvällspromenad med hunden. Liket hittas med ansiktet bortskuret. |               |                       |                      |                                |                                      |
| 11 | 203           | "Kartellen"           | Kjell Sundvall       | Rolf Börjlind & Cilla Börjlind | DVD 12 december 2001                 |
| När en restaurangägare blir mördad får polisen utreda den kriminella restaurangbranschen. Gunvald Larsson får hålla sig på kontoret eftersom han går på kryckor efter att han skadat foten. Istället blir det Martin Beck och hans kollega Alice Levander som får utreda fallet. |               |                       |                      |                                |                                      |
| 12 | 204           | "Enslingen"           | Kjell Sundvall       | Rolf Börjlind & Cilla Börjlind | DVD 23 januari 2002                  |
| Ett lik av en ung naken thailändska hittas i Stockholm. Samtidigt hittas en ensam äldre man mördad i en ensligt belägen stuga. Gunvald Larsson får utreda vem kvinnan var medan Alice följer upp spåren från den mördade mannens bostad, och det visar sig snart finnas ett samband mellan de båda.                                                                                                   |               |                       |                      |                                |                                      |
| 13 | 205           | "Okänd avsändare"     | Harald Hamrell       | Rolf Börjlind & Cilla Börjlind | DVD 13 februari 2002                 |
| En revisor hittas skjuten på långtidsparkeringen vid Arlanda flygplats. Mannen har varken biljett eller bagage, men Martin Beck upptäcker snart att den mördade hade bokat en enkel biljett till Malaysia. |               |                       |                      |                                |                                      |
| 14 | 206           | "Annonsmannen"        | Daniel Lind Lagerlöf | Rolf Börjlind & Cilla Börjlind | DVD 20 mars 2002                     |
| En våldtäktsman våldtar kvinnor efter att ha träffat dem via kontaktannonser. Martin Beck, Gunvald Larsson och Alice Levander nystar upp fallet som visar sig handla om hämnd. |               |                       |                      |                                |                                      |
| 15 | 207           | "Pojken i glaskulan"  | Daniel Lind Lagerlöf | Rolf Börjlind & Cilla Börjlind | DVD 10 april 2002                    |
| En kvinna hittas ihjälslagen i sitt hem. I huset återfinns hennes autistiske son, med mordvapnet i handen. Men det dröjer inte länge förrän Martin Beck och hans kollegor misstänker att det är någonting som inte stämmer... |               |                       |                      |                                |                                      |
| 16 | 208           | "Sista vittnet"       | Harald Hamrell       | Rolf Börjlind & Cilla Börjlind | bio 4 januari 2002, DVD 15 maj 2002  |
| Flera unga kvinnor från Lettland hittas under en tid mördade på olika platser runt Stockholm. Misstankarna faller först på prostitution men när Gunvald Larsson nästlar sig in i Stockholms porrbransch framkommer det att kvinnorna inte kom till Sverige för prostitution. Det finns istället kopplingar till ett läkemedelsföretag som håller på att utveckla ett vaccin mot AIDS.                 |               |                       |                      |                                |                                      |

### Säsong 3 (2006–2007)
I rollerna:
- Martin Beck - Peter Haber
- Gunvald Larsson - Mikael Persbrandt
- Lena Klingström - Stina Rautelin (ej i Skarpt läge)
- Margareta Oberg - Marie Göranzon
- Oskar Bergman - Måns Nathanaelson
- Bodil Lettermark - Ing-Marie Carlsson
- Oljelund - Peter Hüttner (ej i Gamen och Den japanska shungamålningen)
- Grannen - Ingvar Hirdwall
- Inger Beck - Rebecka Hemse (ej i Skarpt läge, Flickan i jordkällaren och Den japanska shungamålningen)
- Återkommande mindre rollfigurer inkluderar kyparen Mats (Bo Höglund), servitör på Becks stamrestaurang; Ingers son Vilhelm (Neil Bourguiba); Gunvalds syster Lillemor Bernér (Elisabet Carlsson); Lillemors dotter Simone (Embla Hjulström); samt den tyske poliskommissarien Hans Sperling (Dieter Pfaff, som gestaltat Sperling i 18 tyska kriminalfilmer).

| Nr i serien | Nr i säsongen | Titel                          | Regissör       | Manus                          | Premiär                               |
| --- | ------------- | ------------------------------ | -------------- | ------------------------------ | ------------------------------------- |
| 17 | 301           | "Skarpt läge"                  | Harald Hamrell | Rolf Börjlind & Cilla Börjlind | bio 28 juni 2006, DVD 18 oktober 2006 |
| Efter ett larm om en brutal kvinnomisshandel hittas liket av en man i ett övergivet hus. Husets ägare och hennes två söner har till synes flytt fältet, men blodspår binder henne till platsen. Martin Beck och Gunvald Larsson gör allt för att finna kvinnan och hennes barn, men får veta att de håller sig gömda. Tydligen finns det fler personer som vet varför misshandeln och mordet skett och vad som verkligen ligger bakom.                   |               |                                |                |                                |                                       |
| 18 | 302           | "Flickan i jordkällaren"       | Harald Hamrell | Rolf Börjlind & Cilla Börjlind | DVD 6 december 2006                   |
| I en övergiven jordkällare hittas en död flicka prydligt nedbäddad. Bredvid henne står en tallrik med nylagad mat, men den rättsmedicinska undersökningen visar att hon varit död en tid. Inget barn är anmält saknat. Vem är hon? Hur hamnade hon där? Vem har ställt fram mat till ett uppenbart dött barn? |               |                                |                |                                |                                       |
| 19 | 303           | "Gamen"                        | Kjell Sundvall | Rolf Börjlind & Cilla Börjlind | DVD 17 januari 2007                   |
| I egenskap av f.d. idrottsminister delar John Vedén ut ett pris på två miljarder kronor från Svenska Spel till svensk idrott. Han försvinner sedan spårlöst och när Beck-gruppen kopplas in leder spåren till en illegal spelklubb där Vedén hade stora skulder. |               |                                |                |                                |                                       |
| 20 | 304           | "Advokaten"                    | Kjell Sundvall | Rolf Börjlind & Cilla Börjlind | DVD 21 februari 2007                  |
| En känd stjärnadvokat mördas brutalt i sin lägenhet. I lägenheten befinner sig också en ung kvinna som lyckas larma polisen. När Beck-gruppen kopplas in hittar de ett tydligt mordmotiv. Hansson skulle precis avsluta ett mål mot det multinationella bolaget Markinvest och han har goda chanser att vinna det målet. Men när Martin Beck och hans kollegor börjar nysta i Hanssons liv visar det sig snart att han inte var helt renhårig.           |               |                                |                |                                |                                       |
| 21 | 305           | "Den japanska shungamålningen" | Kjell Sundvall | Rolf Börjlind & Cilla Börjlind | DVD 6 juni 2007                       |
| Martin Beck får ett privat samtal från sin tyske kollega Hans Sperling som är på tillfälligt Stockholmsbesök för att ropa in en tavla på en auktion. Sperling har funnit en mördad kvinna på hotellet där han bor. Den mördade kvinnan ligger skjuten i sängen med kroppen inramad av röda rosor och formad efter en känd Chagallmålning. Tillsammans med Sperling börjar Beckteamet nysta i detta fall som leder dem in i en djup kriminell konstvärld. |               |                                |                |                                |                                       |
| 22 | 306           | "Den svaga länken"             | Harald Hamrell | Rolf Börjlind & Cilla Börjlind | bio 23 mars 2007, DVD 22 augusti 2007 |
| Det är sen kväll och en ung kvinna är på väg hem från en fest. Hon går från tunnelbanestationen genom en öde park. Kvinnan märker snart att någon följer efter henne och hon ökar på stegen för att hinna ut ur parken. Men överfallet kommer plötsligt och brutalt. Den unga kvinnan slås till marken, våldtas och mördas. Bara några minuter efter överfallet upptäcker flickans föräldrar den sargade kroppen.                                        |               |                                |                |                                |                                       |
| 23 | 307           | "Det tysta skriket"            | Harald Hamrell | Rolf Börjlind & Cilla Börjlind | DVD 19 september 2007                 |
| Två flickor blir överkörda av ett tåg en mörk höstnatt. Blev de mördade eller hade de själva valt att möta döden tillsammans? När Martin Beck och hans kollegor börjar utreda den obehagliga händelsen möter man det som tillhör vardagen för många unga kvinnor i Sverige idag - för att bli bekräftad måste man tåla hög press, våld och hot, något som leder till instabilitet och självförakt.                                                       |               |                                |                |                                |                                       |
| 24 | 308           | "I Guds namn"                  | Kjell Sundvall | Rolf Börjlind & Cilla Börjlind | DVD 10 oktober 2007                   |
| En paparazzifotograf blir brutalt mördad i Stockholm. Hans lägenhet är genomsökt och dator och fotoutrustning är borta. Beck söker ett motiv. Hade fotografen tagit integritetskränkande bilder? Ville någon hämnas? |               |                                |                |                                |                                       |

### Säsong 4 (2009–2010)
I rollerna:
- Martin Beck - Peter Haber
- Gunvald Larsson - Mikael Persbrandt
- Lena Klingström - Stina Rautelin (ej i I stormens öga)
- Oskar Bergman - Måns Nathanaelson
- Oljelund - Peter Hüttner (ej i I stormens öga)
- Grannen - Ingvar Hirdwall
- Inger Beck - Rebecka Hemse (ej i I stormens öga)
- Återkommande mindre rollfigurer inkluderar kyparen Mats (Bo Höglund), servitör på Becks stamrestaurang och rättsläkare Anna Jonsson (Camilla Larsson).

Innan den fjärde säsongen spelades in hade Mikael Persbrandt tydligt uttalat att han inte ville spela Gunvald Larsson igen, men till inspelningarna, som skedde under hösten 2008, var både Peter Haber och Mikael Persbrandt tillbaka i sina ordinarie roller. Den fjärde säsongen skulle i originalet innehållit fyra filmer, men man satsade istället budgeten på mer action och sänkte antalet filmer från fyra till två.
Inspelningarna av filmerna startade i början av september 2008 och avslutades samma höst. Den första filmen, I stormens öga, hade biopremiär den 26 augusti 2009 medan Levande begravd hade biopremiär den 21 juni 2010. Även denna gång hade tyska ZDF förhandsrätt till filmerna, som visades på tysk TV redan i december 2009.
| Nr i serien | Nr i säsongen | Titel             | Regissör       | Manus                          | Premiär                                   |
| --- | ------------- | ----------------- | -------------- | ------------------------------ | ----------------------------------------- |
| 25 | 401           | "I stormens öga"  | Harald Hamrell | Rolf Börjlind & Cilla Börjlind | bio 26 augusti 2009, DVD 10 februari 2010 |
| En kvinna hittas mördad i en tunnel i Stockholm. Säpo har länge haft ögonen på henne då hon är medlem i en extrem miljörörelse, kallad EJM. SÄPOs chef försöker via Martin Beck få tag på Gunvald Larsson då han är den sista som har haft kontakten med henne. Gunvald tvingas hålla sig undan, samtidigt som han jagar de riktiga mördarna med hjälp av Oskar Bergman, och snart upptäcker de att EJM:s nya mål är en attack som kan innebära en katastrof med ödesdigra konsekvenser då miljörörelsen tar sikte på Forsmark. |               |                   |                |                                |                                           |
| 26 | 402           | "Levande begravd" | Harald Hamrell | Rolf Börjlind & Cilla Börjlind | bio 21 juni 2010, DVD 27 oktober 2010     |
| I en lekpark mitt i storstadsidyllen hittas en nedgrävd trälåda innehållande en känd och respekterad åklagare. Beck & co misstänker först en grovt kriminell MC-ledare för dådet, men man får snabbt omvärdera fallet när MC-ledaren hittas mördad i en liknande trälåda. Ganska snart upptäcks ytterligare ett antal trälådor och polisen inser att man är inne i en katt- och råttalek med en galen seriemördare. |               |                   |                |                                |                                           |

### Säsong 5 (2015–2016)
I rollerna:
- Martin Beck - Peter Haber
- Gunvald Larsson - Mikael Persbrandt (enbart de fem första filmerna[12])
- Steinar Hovland - Kristofer Hivju (enbart de tre sista filmerna[13][14])
- Klas Fredén - Jonas Karlsson (ej i Sista dagen)
- Oskar Bergman - Måns Nathanaelson
- Jenny Bodén - Anna Asp
- Ayda Çetin - Elmira Arikan
- Gunilla Urst - Anu Sinisalo
- Andrea Bergström - Åsa Karlin
- Grannen - Ingvar Hirdwall
- Inger Beck - Rebecka Hemse (ej i Vägs ände)
- Återkommande mindre rollfigurer inkluderar Ingers son Vilhelm (Tommy Wättring); Gunvalds syster Lillemor Bernér (Elisabet Carlsson); säpo-chefen Tina Sellstedt (Charlotta Jonsson); Steinars tonårsdotter Lina Karlgren (Nina Sand) och ex-hustru Ulrika (Lo Kauppi); samt Petra Widell (Sofia Zouagui).

Den 12 november 2013 avslöjade filmsajten MovieZine att produktionsbolaget Filmlance hade planer på att spela in åtta nya filmer. Filminspelningarna skedde i två omgångar; första fyra filmerna spelades in 2014 och fick premiär våren 2015 medan de sista fyra filmerna spelades in 2015 och fick premiär våren 2016.
Unikt för säsongen blev att ingen av filmerna fick biopremiär, utan samtliga filmer premiärvisades på TV genom så kallad Video on Demand (VoD) på C More innan de sedan släpptes på DVD & Blu-Ray.  Samproducenten TV4 fick visningsrätt till filmerna, och sände dessa i november och december 2015 samt november och december 2016. Ursprungligen skulle dessa dock ha sänts 2016 och 2017 men tidigarelades av oklara skäl.
| Nr i serien | Nr i säsongen | Titel           | Regissör         | Manus              | Premiär                                |
| --- | ------------- | --------------- | ---------------- | ------------------ | -------------------------------------- |
| 27 | 501           | "Rum 302"       | Mårten Klingberg | Mikael Syrén       | VoD 1 januari 2015, DVD 16 mars 2015   |
| En ung kvinna hittas strypt på ett hotellrum. Utredningen leder Beck och Gunvald mot Stureplan, Stockholms nattliv och dess baksidor. |               |                 |                  |                    |                                        |
| 28 | 502           | "Familjen"      | Mårten Klingberg | Mårten Klingberg   | VoD 10 januari 2015, DVD 20 april 2015 |
| En känd gangster skjuts till döds mitt framför ögonen på sin familj. Kort därefter blir en kvinna brutalt överkörd på en parkeringsplats. Finns det något samband mellan fallen? |               |                 |                  |                    |                                        |
| 29 | 503           | "Invasionen"    | Stephan Apelgren | Daniel Karlsson    | VoD 21 mars 2015, DVD 18 maj 2015      |
| Kropparna efter två män hittas och trots idoga försök går de inte att identifiera. När sedan en man tar sitt liv tar utredningen fart och spåren leder till en islamistisk terrorcell. |               |                 |                  |                    |                                        |
| 30 | 504           | "Sjukhusmorden" | Stephan Apelgren | Antonia Pyk        | VoD 28 mars 2015, DVD 15 juni 2015     |
| Sonen till en nyligen avliden ALS-patient anklagar sin mors läkare för att ha orsakat hennes död. Kort därefter dödsstörtar läkaren från sjukhusets tak. Vad som först tros vara ett självmord visar sig snabbt vara ett mord. |               |                 |                  |                    |                                        |
| 31 | 505           | "Gunvald"       | Mårten Klingberg | Mikael Syrén       | VoD 1 januari 2016, DVD 21 mars 2016   |
| En journalist blir misshandlad till döds i sitt hem. På brottsplatsen finns spår som härleder polisen till en känd indrivare som tidigare varit straffad. Kollegan till den mördade berättar att mannen sysslade med undersökande journalistik och jobbade just nu med en bok om en känd kriminell samt att han hotats upprepade gånger både för sin etniska bakgrund och sitt politiska ställningstagande. Det här är sista filmen som karaktären Gunvald Larsson medverkar i serien. |               |                 |                  |                    |                                        |
| 32 | 506           | "Steinar"       | Mårten Klingberg | Josefine Johansson | VoD 6 februari 2016, DVD 18 april 2016 |
| En oidentifierad kropp hittas i resterna av en nedbrunnen husvagn. Man misstänker mordbrand och Beckgruppen kopplas in. Martin Becks chef Klas Fredén har rekryterat den norske polisen Steinar Hovland till gruppen. Han visar sig snabbt vara Gunvalds raka motsats vilket både underlättar och försvårar samarbetet med Martin. |               |                 |                  |                    |                                        |
| 33 | 507           | "Vägs ände"     | Jörgen Bergmark  | Stefan Thunberg    | VoD 4 mars 2016, DVD 23 maj 2016       |
| En före detta polis och hans familj faller offer i ett brutalt trippelmord. Vid brottsplatsundersökningen hittas vapen som kopplar mannen till den organiserade brottsligheten. Fynden höjer dramatiken i utredningen markant och frågorna hopar sig. Varför hade mannen dessa vapen i förvar och finns det kollegor kvar i tjänst som vet något? |               |                 |                  |                    |                                        |
| 34 | 508           | "Sista dagen"   | Jörgen Bergmark  | Antonia Pyk        | VoD 1 april 2016, DVD 20 juni 2016     |
| En insats mot en fortkörare slutar med en skottlossning där en trafikpolis skjuts till döds. Spåren efter förövaren är till en början svagt men efter ett tag så kan bilen identifieras via en övervakningskamera. När polisen slår till mot bilägaren hittas även han ihjälskjuten och jakten på en mördare med förmodat fler offer för ögonen tar sin början. |               |                 |                  |                    |                                        |

### Säsong 6 (2018)
I rollerna:
- Martin Beck - Peter Haber
- Steinar Hovland - Kristofer Hivju
- Alexandra "Alex" Beijer - Jennie Silfverhjelm
- Klas Fredén - Jonas Karlsson (ej i Ditt eget blod och Utan uppsåt)
- Oskar Bergman - Måns Nathanaelson
- Jenny Bodén - Anna Asp
- Ayda Çetin - Elmira Arikan
- Andrea Bergström - Åsa Karlin
- Grannen - Ingvar Hirdwall
- Inger Beck - Rebecka Hemse (ej i Utan uppsåt och Djävulens advokat)
- Återkommande mindre rollfigurer inkluderar Ingers son Vilhelm (Tommy Wättring); säpo-chefen Tina Sellstedt (Charlotta Jonsson); Steinars tonårsdotter Lina Karlgren (Nina Sand) och hustru Heidi (Pia Tjelta); samt Steinars och Heidis barn Grete och Tristan (Nicoline och Alexander Stub).

I januari 2017 avslöjade TV4 att man hade för avsikt att spela in ytterligare en omgång med Beck-filmer under det tidigare konceptet.  Filmerna spelades in under vintern och våren 2017, och fick premiär under 2018.
Likt föregående säsong premiärvisades filmerna på C More innan de fick dvd-premiär. TV4 har även fått sändningsrättigheterna till dessa filmer.
| Nr i serien | Nr i säsongen | Titel               | Regissör         | Manus                             | Premiär                                |
| --- | ------------- | ------------------- | ---------------- | --------------------------------- | -------------------------------------- |
| 35 | 601           | "Ditt eget blod"    | Mårten Klingberg | Mårten Klingberg                  | VoD 1 januari 2018, DVD 12 mars 2018   |
| Martin Beck som lämnat polisen för pensionärstillvaron blir tillfrågad av Säkerhetspolisen om att ställa upp i spaningarna efter en misstänkt terrorist. På hans gamla avdelning jobbar Steinar Hovland som tagit över Becks gruppchefsroll med efterforskningar av en försvunnen ung kvinna. I den jakten inkommer information om en dödsmisshandel i Mellanöstern med kopplingar till kvinnan. Det visar sig direkt att det finns samband mellan fallen och utan att han anat det är Beck tillbaka i hetluften. |               |                     |                  |                                   |                                        |
| 36 | 602           | "Den tunna isen"    | Mårten Klingberg | Antonia Pyk                       | VoD 3 februari 2018, DVD 16 april 2018 |
| En Stockholmsförort skakas av mordet på en känd ungdomsledare/ishockeytränare. Mannen hade förutom sina ordinarie uppdrag i föreningen även tagit stora sociala initiativ med att välkomna ensamkommande flyktingar till det svenska samhället och lära dem åka skridskor vilket inte hade setts med blida ögon bland de övriga medborgarna. |               |                     |                  |                                   |                                        |
| 37 | 603           | "Utan uppsåt"       | Jörgen Bergmark  | Wilhelm Behrman, Mårten Klingberg | VoD 3 mars 2018, DVD 21 maj 2018       |
| En 12-årig flicka hittar sin mamma liggande död vid en trappa. När polisutredningen drar igång upptäcker man snabbt att familjen hade skyddad identitet, varför? Har det funnits ett reellt hot mot kvinnan som omsatts till ett mord eller är det andra orsaker till dödsfallet? |               |                     |                  |                                   |                                        |
| 38 | 604           | "Djävulens advokat" | Jörgen Bergmark  | Johan Bogaeus                     | VoD 7 april 2018, DVD 18 juni 2018     |
| En restaurangägare blir kallblodigt mördad. I närheten finns ett antal vittnen som ser mordet och mördarens flykt, men ingen vill medverka. Beckgruppen ställs inför en minst sagt svårlöst utredning. |               |                     |                  |                                   |                                        |

### Säsong 7 (2020–2021)
I rollerna:
- Martin Beck - Peter Haber
- Steinar Hovland - Kristofer Hivju (ej i Utom rimligt tvivel och Döden i Samarra)
- Alexandra "Alex" Beijer - Jennie Silfverhjelm
- Oskar Bergman - Måns Nathanaelson
- Jenny Bodén - Anna Asp
- Ayda Çetin - Elmira Arikan (ej i Undercover)
- Andrea Bergström - Åsa Karlin
- Grannen - Ingvar Hirdwall
- Inger Beck - Rebecka Hemse
- Josef Eriksson - Martin Wallström
- Klas Fredén - Jonas Karlsson
- Vilhelm Beck (Ingers son) - (Tommy Wättring).

Återkommande mindre rollfigurer inkluderar Stina Breide (Matilda Tjerneld), rättsläkaren (Camilla Larsson), internutredare (Ann-Sofie Rase) och internutredare (Christoffer L. Jonsson).
Den 22 januari 2020 avslöjades det att fyra ytterligare filmer kommer att spelas in och börja sändas i slutet av 2020. Detta blir den sjunde säsongen av filmserien.
| Nr i serien | Nr i säsongen | Titel                 | Regissör      | Manus           | Premiär                               |
| --- | ------------- | --------------------- | ------------- | --------------- | ------------------------------------- |
| 39 | 701           | "Undercover"          | Pontus Klänge | Johan Bogaeus   | VoD 6 november 2020, DVD 29 mars 2021 |
| En ung kille har hittats mördad och Beck-gruppens arbete med mordet pekar i riktning mot ett knarknätverk. Klas Fredén har under lång tid haft spaning på detta nätverk, och han vill inte att hans utredning, som är inne i en kritisk fas, ska äventyras. Han låter dock Beck-gruppen, med Alex Beijer i spetsen, på nåder få arbeta med mordutredningen parallellt med spaningen. Detta får Alex att hamna på ständig kollisionskurs med Fredén. Konflikten gör att Martin Beck, numera rotelchef, blir involverad i sin forna grupps arbete, något som livar upp honom. Steinar har det svårare, slits mellan arbetet och längtan efter sina barn i Oslo. Pressen på Beck-gruppen blir hård under säsongens gång, både med tuffa utredningar och emotionella förändringar i gruppen.                                           |               |                       |               |                 |                                       |
| 40 | 702           | "Utom rimligt tvivel" | Pontus Klänge | Veronica Zacco  | VoD 4 december 2020, DVD 29 mars 2021 |
| Under ett ingripande görs ett makabert fynd i bakluckan på en bil och Beck-gruppen hamnar snabbt i skottlinjen för en till synes kallblodig mördare. Men saker är inte vad de verkar. Gruppen blir föremål för en påfrestande internutredning och Oscar hamnar i ett riktigt svårt dilemma. Det blir Alex uppgift att lösa en både ovanligt och ofattbart grym mordgåta medan Beck-gruppen riskerar att falla samman inifrån. Martin Beck är tveksam till hennes sätt att hantera fallet, samtidigt som han själv tycks genomgå en personlighetsförändring. Pressen på Beck-gruppen blir hård, både internt och externt när media får nys om den misslyckade polisinsatsen och det sorgliga fyndet i bakluckan. Det här ska visa sig bli ett av gruppens mest emotionella fall.                                                    |               |                       |               |                 |                                       |
| 41 | 703           | "Döden i Samarra"     | Lisa Ohlin    | Fredrik Agetoft | VoD 1 januari 2021, DVD 29 mars 2021  |
| En kandidat till Nobels fredspris blir brutalt knivmördad i centrala Stockholm precis efter ett möte med två advokater från krigstribunalen i Haag. Ett av vittnena jobbade tillsammans med Alex när hon var stationerad i Mellanöstern och de har en dragning till varandra som gör att Josef tycker att hon bör hålla sig utanför utredningen. Men Klas Fredén pressar gruppen att lösa det politiskt laddade fallet innan SÄPO tar över. Martin Beck är sjukskriven men fortsätter att gå till jobbet i väntan på en diagnos. Han, Oskar och Jenny tvingas förhålla sig till de växande spänningarna inom gruppen och det visar sig snart att flera av de inblandade bär på farliga hemligheter. |               |                       |               |                 |                                       |
| 42 | 704           | "Den förlorade sonen" | Lisa Ohlin    | Stefan Thunberg | VoD 5 februari 2021, DVD 29 mars 2021 |
| Ett käkben hittas mitt ute i skogen. När resten av kroppen hittas visar det sig att den alldeles nyligen är flyttad och tillhör Viktor Eklund, försvunnen sedan fem år. Hans mamma, kända författarinnan Cecilia Eklund, har precis lyckats lägga hans försvinnande bakom sig. Martin Beck höll i utredningen om försvinnandet, men Alex tycker att den är ovanligt tunn och inte lik Martins vanliga arbete. Men Martin är väldigt förtegen och ovillig att prata om fallet. Fredén däremot tvekar inte att skylla det dåliga arbetet på Martin. Det är mycket som inte stämmer. Martin är sjukskriven och mörkar för alla hur sjuk han verkligen är. Fredén däremot tar genast chansen och erbjuder Alex Martins tjänst. Han vill ha nytt blod i kåren. Men Alex ser ut att ha helt andra planer, något som Josef uppmärksammar. |               |                       |               |                 |                                       |

### Säsong 8 (2021–2022)
I rollerna:
- Martin Beck – Peter Haber
- Steinar Hovland – Kristofer Hivju (ej i 58 minuter och Den gråtande polisen)
- Alexandra "Alex" Beijer – Jennie Silfverhjelm
- Oskar Bergman – Måns Nathanaelson
- Jenny Bodén – Anna Asp
- Ayda Çetin – Elmira Arikan
- Josef Eriksson – Martin Wallström
- Klas Fredén - Jonas Karlsson (ej i Rage Room)
- Inger Beck - Rebecka Hemse (ej i 58 minuter och Den gråtande polisen)
- Grannen - Ingvar Hirdwall
- Vilhelm Beck – Valter Skarsgård (ej i 58 minuter)
- Återkommande mindre rollfigurer inkluderar Rebecka Kullgren (Helmon Solomon), Andrea Bergström (Åsa Karlin) och rättsläkaren (Camilla Larsson).

| Nr i serien | Nr i säsongen | Titel                  | Regissör      | Manus           | Premiär                 |
| --- | ------------- | ---------------------- | ------------- | --------------- | ----------------------- |
| 43 | 801           | "Ett nytt liv"         | Pontus Klänge | Peter Arrhenius | C More 25 december 2021 |
| Martin Beck är efter en tids frånvaro och rehabilitering åter i tjänst. Han och den övriga gruppen kastas in i ett fall där kroppen efter en ökänd dansk yrkeskriminell hittas i vattnet vid Liljeholmen. I sina försök att finna en lösning på fallet söker man upp ligaledaren i det narkotikanätverk som den döde mannen tillhört. Denne vill dock endast prata med en polisman, norrmannen Steinar Hovland. |               |                        |               |                 |                         |
| 44 | 802           | "Rage Room"            | Pontus Klänge | Johan Bogaeus   | C More 21 januari 2022  |
| Ett mord i ett skogsparti och en man som hastigt avlidit i en hjärtinfarkt efter att ha väckts mitt i natten av en maskerad inbrottstjuv. Kan händelserna ha något samband? Beckgruppen står inför ännu ett tufft fall där interna spänningar och lojaliteter sätts på prov. |               |                        |               |                 |                         |
| 45 | 803           | "58 minuter"           | Lisa Ohlin    | Anna Platt      | C More 18 februari 2022 |
| Alex Beijer ska medverka i TV:s morgonprogram, men det hela utvecklar sig till en mardröm då ett osannolikt gisslandrama uppstår i TV-studion. Alex får använda alla sina erfarenheter från åren i Mellanöstern samtidigt som resten av gruppen behöver stötta för att hitta en lösning på situationen. |               |                        |               |                 |                         |
| 46 | 804           | "Den gråtande polisen" | Lisa Ohlin    | Fredrik Agetoft | C More 18 mars 2022     |
| Polismyndigheten är under hårt medialt tryck efter en dödsskjutning av en 14 årig pojke. En manifestation mot våldet urartar och polisen får ta ytterligare skuld. En tid därefter sker en massaker på en buss utanför Polishögskolan. En upptäckt som Martins barnbarn Vilhelm som går på skolan gör, blir en viktig pusselbit för att leda Beckgruppen vidare i utredningen.                                  |               |                        |               |                 |                         |

### Säsong 9 (2022–2024)
I rollerna:
- Martin Beck – Peter Haber
- Steinar Hovland – Kristofer Hivju (ej i Dödsfällan och Dödläge)
- Alexandra "Alex" Beijer – Jennie Silfverhjelm
- Oskar Bergman – Måns Nathanaelson
- Jenny Bodén – Anna Asp
- Ayda Çetin – Elmira Arikan
- Josef Eriksson – Martin Wallström
- Klas Fredén - Jonas Karlsson (ej i Dödläge)
- Inger Beck - Rebecka Hemse (ej i Quid Pro Quo och Inferno)
- Grannen - Ingvar Hirdwall
- Vilhelm Beck – Valter Skarsgård (ej i Inferno)
- Återkommande mindre rollfigurer inkluderar Rebecka Kullgren (Helmon Solomon), rättsläkaren (Camilla Larsson), Trine Hörsdal (Maria Sundbom), Kent Larsson (Danilo Bejarano), Örjan Landström (Magnus Schmitz), internutredare (Ann-Sofie Rase), internutredare (Christoffer L. Jonsson) och Stina Breide (Matilda Tjerneld).

| Nr i serien | Nr i säsongen | Titel          | Regissör      | Manus            | Originalvisning          |
| --- | ------------- | -------------- | ------------- | ---------------- | ------------------------ |
| 47 | 901           | "Dödsfällan"   | Niklas Ohlson | Peter Arrhenius  | C More 25 december 2022  |
| Polisaspirant Vilhelm Beck är ute på praktik med sin handledare när han vid ett rutinmässigt inbrottsfall hittar en död 17-årig pojke på brottsplatsen. Det blir direkt ett fall för Alex, Martin och de andra i Beck-gruppen. |               |                |               |                  |                          |
| 48 | 902           | "Quid Pro Quo" | Pontus Klänge | Dennis Magnusson | C More 17 mars 2023      |
| Steinar Hovland och Josef får i uppdrag att utreda ett dödsfall på en loppmarknad – där Säpo visar sig ovanligt intresserade.                                                                                                  |               |                |               |                  |                          |
| 49 | 903           | "Inferno"      | Pontus Klänge | Annika Sandahl   | TV4 Play 8 december 2023 |
| Beck-gruppen får ett fall där en tvåbarnspappa mördats på en bensinstation. Samtidigt är Josef avstängd efter en incident med en säkerhetspolis.                                                                               |               |                |               |                  |                          |
| 50 | 904           | "Dödläge"      | Niklas Ohlson | Johan Bogaeus    | TV4 Play 9 februari 2024 |
| Beck-gruppen utreder mordet på en känd kriminell man som tidigare deltagit i ett stort rån. Men fallet ska snart ta en dramatisk vändning för polisen.                                                                         |               |                |               |                  |                          |

### Säsong 10 (2024–2025)
I februari 2024 avslöjades det att ytterligare två nya Beck-filmer kommer att produceras. I november 2024 blev det känt att film nummer 51 i serien skulle gå under titeln Beck – Vilhelm, och att den skulle ha premiär den 6 december samma år. I samband med 51:ans premiär, så blev det känt att den 52:a filmen skulle gå under titeln Beck – Den osynlige mannen med premiär den 21 juni 2025.
I rollerna:
- Martin Beck – Peter Haber
- Vilhelm Beck – Valter Skarsgård
- Alexandra "Alex" Beijer – Jennie Silfverhjelm
- Josef Eriksson – Martin Wallström
- Oskar Bergman – Måns Nathanaelson
- Jenny Bodén – Anna Asp (ej i Den osynlige mannen)
- Ayda Çetin – Elmira Arikan
- Ebba Ståhl – Nina Zanjani

| Nr i serien | Nr i säsongen | Titel                 | Regissör      | Manus                             | Originalvisning                     |
| --- | ------------- | --------------------- | ------------- | --------------------------------- | ----------------------------------- |
| 51 | 1001          | "Vilhelm"             | Per Hanefjord | Annika Sandahl                    | TV4 Play / TV4 Hits 6 december 2024 |
| Ett rån i en lyxvåning slutar i ett mord som liknar en avrättning. En av de första poliserna på plats är Vilhelm som snart startar en egen utredning.                                      |               |                       |               |                                   |                                     |
| 52 | 1002          | "Den osynlige mannen" | Per Hanefjord | Peter Arrhenius & Fredrik Agetoft | TV4 Play 21 juni 2025               |
| Alex och Josef tar med den avstängde Vilhelm till en mordplats. Utredningen knyter snabbt den misstänkte gärningsmannen till en person Martin Beck intresserat sig för i ett gammalt fall. |               |                       |               |                                   |                                     |

### Säsong 11
I september 2024 avslöjades att ytterligare två nya Beck-filmer med Haber som Martin Beck kommer att produceras under 2025 vilka blir film 53 samt film 54 i serien. I augusti 2025 blev det känt att film nummer 53 i serien skulle gå under titeln Ur askan, och att den skulle få premiär någon gång i slutet av året.
| Nr i serien | Nr i säsongen | Titel      | Regissör      | Manus                           | Originalvisning |
| --- | ------------- | ---------- | ------------- | ------------------------------- | --------------- |
| 53 | 1101          | "Ur askan" | Lisa Farzaneh | Annika Sandahl, Fredrik Agetoft | Slutet av 2025  |
| Filmen kretsar kring en mordbrand där en huvudpastor hittas innebränd i Jeriko församlingskyrka. Utredningen kompliceras när det visar sig att kyrkans andre pastor är en barndomsvän till Alex, vilket gör fallet personligt. Alex tvingas hantera en konflikt mellan sitt yrkesansvar och sitt förflutna. |               |            |               |                                 |                 |
| 54 | 1102          | "TBA"      | TBA           | TBA                             | TBA             |
| TBA |               |            |               |                                 |                 |